# Pero refellaria
Pero refellaria är en fjärilsart som beskrevs av Achille Guenée 1858. Pero refellaria ingår i släktet Pero och familjen mätare. Inga underarter finns listade i Catalogue of Life.